# Foggy-Petronas
Foggy-Petronas is een merk van wegrace-motorfietsen en hierop gebaseerde straatmodellen uit Maleisië.
In 2002 door voormalig superbike-racer Carl "Foggy" Fogarty gepresenteerde superbike-machine. Het driecilinder blok was oorspronkelijk door Sauber-Petronas Engineering ontwikkeld voor de MotoGP-klasse en had 990 cc, maar in de uiteindelijke versie zat een door het team zelf doorontwikkeld 899 cc-blok. De homologatie voor superbike-races kreeg het team in januari 2003. Eind 2003 werd de straatversie gepresenteerd. Voor de homologatie moesten er 100 verkocht worden en dat was ook precies het productie-aantal. De eerste machines werden geproduceerd in het Verenigd Koninkrijk, maar de verdere productie vindt in Maleisië plaats.